# 東富田駅
東富田駅（ひがしとみだえき）は、かつて愛知県幡豆郡横須賀村大字富田字天白（現在の西尾市）にあった名古屋鉄道西尾線の駅。
上横須賀駅 - 三河荻原駅（2006年廃止）間に存在した。

## 歴史
- 1915年（大正4年）8月5日 - 西尾鉄道の東富田駅として開業。
- 1926年（大正15年）12月1日 - 愛知電気鉄道が西尾鉄道を合併したため、同社の駅となる。
- 1935年（昭和10年）8月1日 - 愛知電気鉄道が名岐鉄道と合併したことにより名古屋鉄道が発足したため、同社の駅となる。
- 1945年（昭和20年）頃 - 休止[1]。
- 1969年（昭和44年）4月5日 - 廃止[3]。

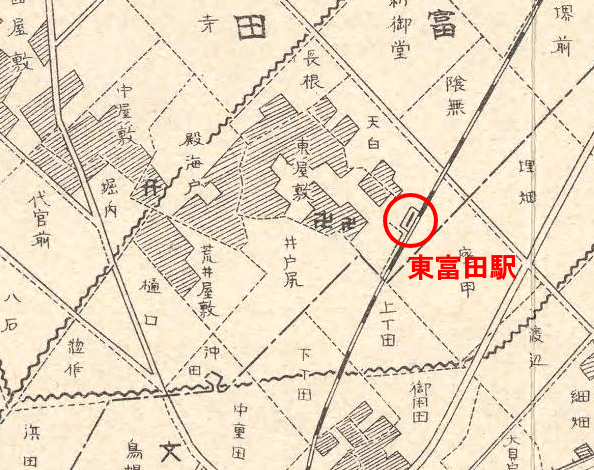
東富田駅の位置 （横須賀村土地宝典より）

## 隣の駅
名古屋鉄道
西尾線
上横須賀駅 - 東富田駅 - 三河荻原駅